# Canard pilet
Pour les articles homonymes, voir Pilet.
Anas acuta
Espèce
Synonymes
- Dafila acuta

Statut CITES
Statut de conservation UICN

 LC  : Préoccupation mineure
Le Canard pilet (Anas acuta) est une espèce de canards barboteurs relativement commune et répandue dans les zones nordiques de l'Europe, de l'Asie et d'une grande partie du Canada, de l'Alaska et de la moitié ouest des États-Unis. Fait inhabituel pour un oiseau si répandu, il n'a pas de sous-espèce géographique sur l'essentiel de son aire de répartition, à l'exception du Canard pilet des îles Kerguelen et celui des Crozet, qui sont considérés comme espèces distinctes par certains auteurs.
Ce canard est un migrateur qui descend vers le sud en hiver pour atteindre parfois l'équateur. Pendant cette période, il est très grégaire, se mélangeant à d'autres canards.

## Systématique

### Dénomination et taxonomie
Cette espèce a été décrite pour la première fois par Linné dans son Systema Naturae, en 1758, sous le nom scientifique Anas acuta. Le nom d'espèce acuta est formé à partir du verbe acuere, qui signifie aiguiser, en référence à la queue pointue de ce canard. Cette référence se retrouve dans le nom anglais de l'espèce Northern Pintail, littéralement « queue en épingle nordique ». Selon Georges-Louis Leclerc de Buffon, ce terme est probablement picard et il coexistait avec celui de pennard (de penne) et dériverait de l'ancien français pilet « javelot, trait d'arbalète » et du wallon pilet « flèche » en raison de la longue queue pointue de cet oiseau.

### Sous-espèces
D'après la classification de référence (version 11.1, 2021) du Congrès ornithologique international, cette espèce ne compte pas de sous-espèces.

## Description
Ce canard a une tête allongée, un long cou blanc et une longue queue de 6 à 10 cm. Il donne l'impression d'être plus long que le canard colvert alors que les mâles ne mesurent que 65 et 75 centimètres, les femelles étant plus petites (50 à 55 cm), son envergure par contre est analogue avec de 80 à 95 centimètres. Son poids d'adulte est compris entre 600 et 1 050 grammes contre plus d'un kilogramme pour les colverts.
Sa longue queue est effilée noire et jaune crème, noire sur le dessus. Le bec est assez long et étroit. Un miroir vert bronze orne la partie centrale de l’aile. Le ventre est blanc. Comme pour les autres anatidés, il existe un fort dimorphisme sexuel.
Le mâle
Durant la période nuptiale, le corps gris pâle, poitrail blanc, galon blanc de chaque côté du cou et tête brun foncé. Le mâle possède une tête brun chocolat, un cou blanc qui se prolonge par une bande blanche qui remonte en arrière des joues. L’extrémité des ailes est noire. Le bec est bleu acier. En période d'éclipse, le mâle ressemble à la femelle.
La femelle
La femelle ressemble aux autres femelles de canard, livrée marron terne avec des stries grises, beiges et brunes. Le bec est gris acier.

## Habitat et répartition

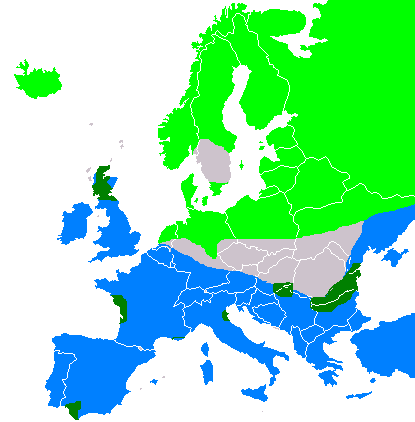
En Europe
Nicheur sédentaire
Hivernant
Nicheur estivant

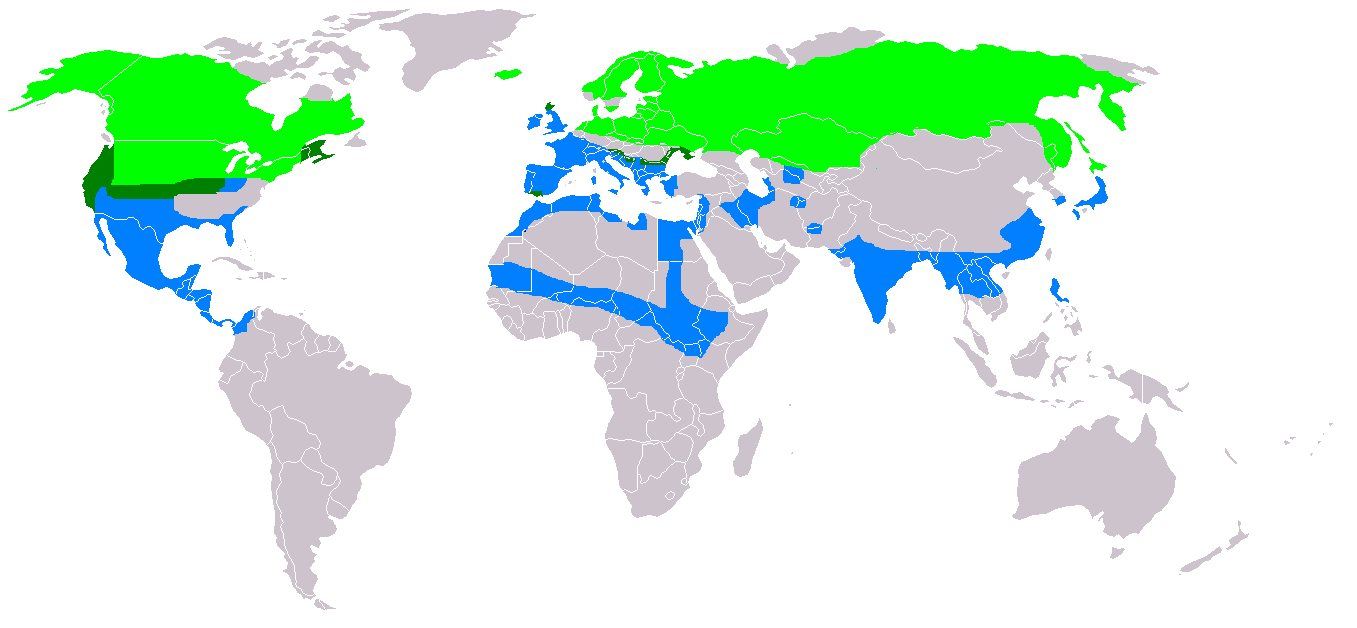
Dans le Monde
Nicheur sédentaire
Hivernant
Nicheur estivant

C'est un canard des zones humides ouvertes comme les prairies humides ou la toundra. Il patauge volontiers dans les prairies inondées et ne plonge qu'à demi, la tête immergée et les pattes en l'air. Il se nourrit de plantes, principalement en soirée ou de nuit. Durant la période de nidification, il mange également des insectes aquatiques, mollusques et crustacés.
Le nid, construit en milieu sec mais sans être trop éloigné de l'eau, est une cuvette peu profonde, creusée dans le sol et bordée de végétaux.
La parade comporte fréquemment des poursuites aériennes d'une seule femelle par plusieurs mâles.

### Comportement
C'est un oiseau qui migre sur des distances importantes. Son aire de nidification étant située assez au nord, certains spécimens migrent jusqu'en zone tropicale.

### Prédateurs
Les adultes peuvent s'envoler pour échapper aux prédateurs terrestres, mais les femelles en train de couver sont particulièrement vulnérables aux grands carnivores comme les Lynx roux. Les grands rapaces, tels que les autours des palombes peuvent capturer ces canards au sol, et certains faucons, y compris le faucon gerfaut, ont suffisamment de vitesse et de puissance pour capturer ces oiseaux au vol.

### Répartition, pressions et menaces sur les populations

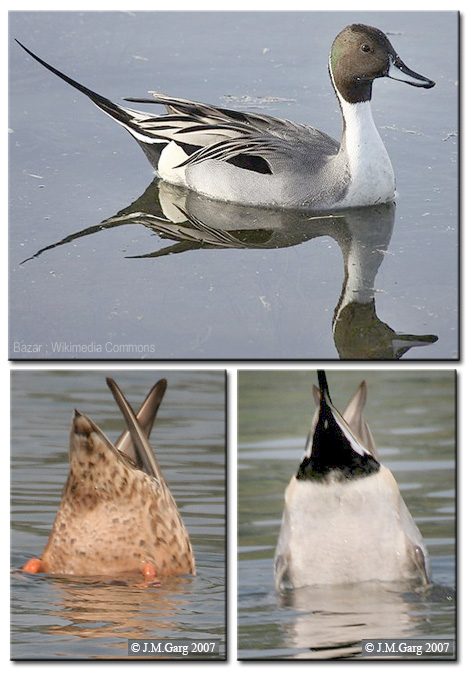
Son comportement alimentaire expose le Canard pilet à un risque élevé de saturnisme aviaire. C'est l'espèce la plus touchée par l'empoisonnement par grenaille de plomb ingérée.

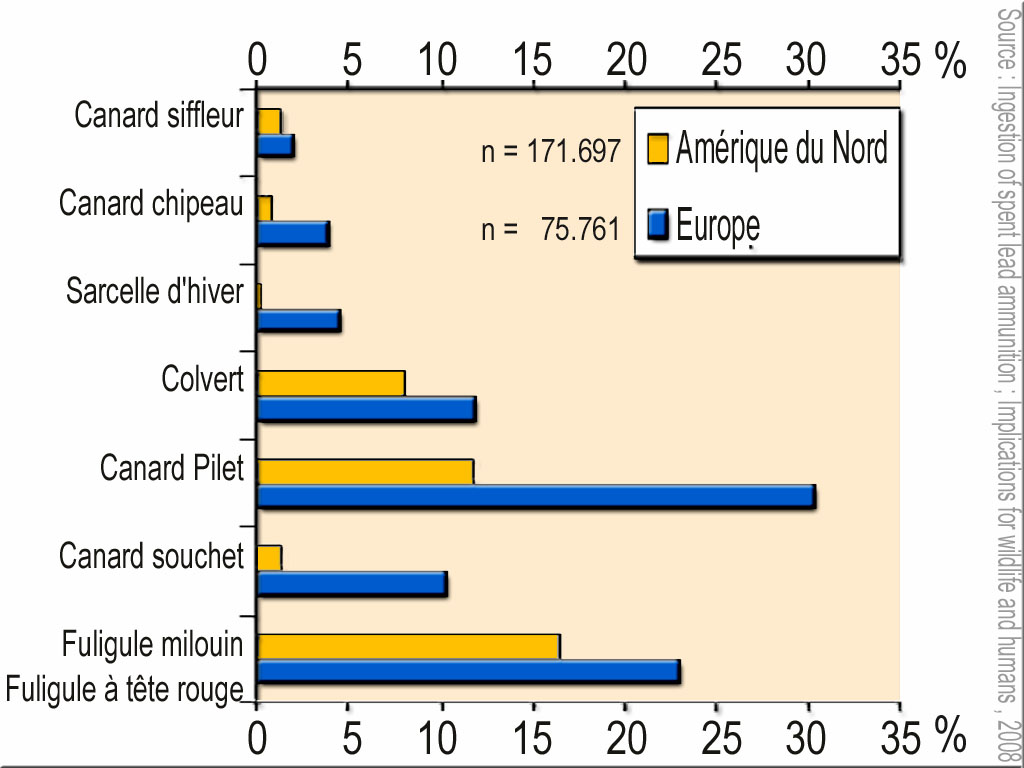
Comparaison du taux d'oiseaux ayant ingéré de la grenaille de plomb chez quelques espèces d'oiseaux d'eau chassés (sauvagine) en Amérique du Nord (n = 171.697) et en Europe (n = 75.761). En raison d'une chasse plus intensive rapportée au nombre d'hectares de zones humides et d'une interdiction du plomb de chasse beaucoup plus tardive dans les zones humides, la prévalence de l'ingestion de plomb, et le saturnisme des oiseaux d'eau sont beaucoup plus fréquents en Europe. Le Canard pilet est l'une des espèces les plus touchées. Le saturnisme aviaire peut affecter la dynamique de population à long terme, et les consommateurs humains de cet « oiseau d'eau ».

Le Canard pilet, dont la population est estimée à 6,1 à 7,5 millions d'individus par l'UICN, est réparti sur plus de 10 millions de kilomètres carrés.
L'UICN ne considère pas cette espèce comme menacée à l'échelle mondiale aussi a-t-elle été classée LC. Toutefois, elle est classée Vulnérable au niveau européen.
Cependant l'état des populations d'Europe de l'Ouest est préoccupant ; l'office national de la chasse et de la faune sauvage français, considère que la situation de ce canard est assez préoccupante pour nécessiter la mise en place de programmes de recherche à l'échelle internationale. En effet cette espèce est reconnue comme étant en déclin significatif depuis quelques années en Paléartique et plus précisément en Europe de l'Ouest, dans le bassin méditerranéen et peut-être en Afrique. L'importante population de Russie semble stable. Le saturnisme aviaire pourrait être une de ses principales causes de déclin. En Amérique depuis une vingtaine d'années et depuis peu en Europe, des interdictions d'utilisation de grenaille de plomb pour la chasse dans les zones humides ou les tirs dirigés vers les zones humides ont été décidées, mais des milliards de billes de plomb restent - encore pour longtemps - accessibles aux canards pilets.
De faibles doses de plomb peut notamment affecter l'immunité (saturnisme). Ceci pourrait aussi expliquer la régression de cette espèce dans les zones intensivement chassées. En Amérique du Nord, l'espèce a été gravement touchée par plusieurs maladies aviaires, qui ont fait passer les effectifs de la population nicheuse de plus de 10 millions en 1957 à 3,5 millions en 1964. Son comportement alimentaire expose particulièrement ce canard au saturnisme aviaire (voir graphique ci-contre).
Bien que les effectifs de l'espèce se soient lentement et pour partie rétablis, la population nicheuse en 1999 était de 30 % en dessous de la moyenne à long terme, et cela malgré des années d'efforts de protection. 
En 1997, on estimait que sur les 1,5 million de sauvagines, la majorité des oiseaux décédés à la suite du botulisme aviaire dans les foyers du Canada et de l'Utah, étaient des pilets et le nombre d'oiseaux victimes du saturnisme est pire encore en Europe.
Par ailleurs, les effectifs annuels de ce palmipède varient aussi significativement selon les conditions climatiques (notamment en Afrique) influençant ses effectifs. C'est donc une espèce qui pourrait aussi souffrir du dérèglement climatique lors de son hivernage au sud.

## Galerie

Canard pilet en vol
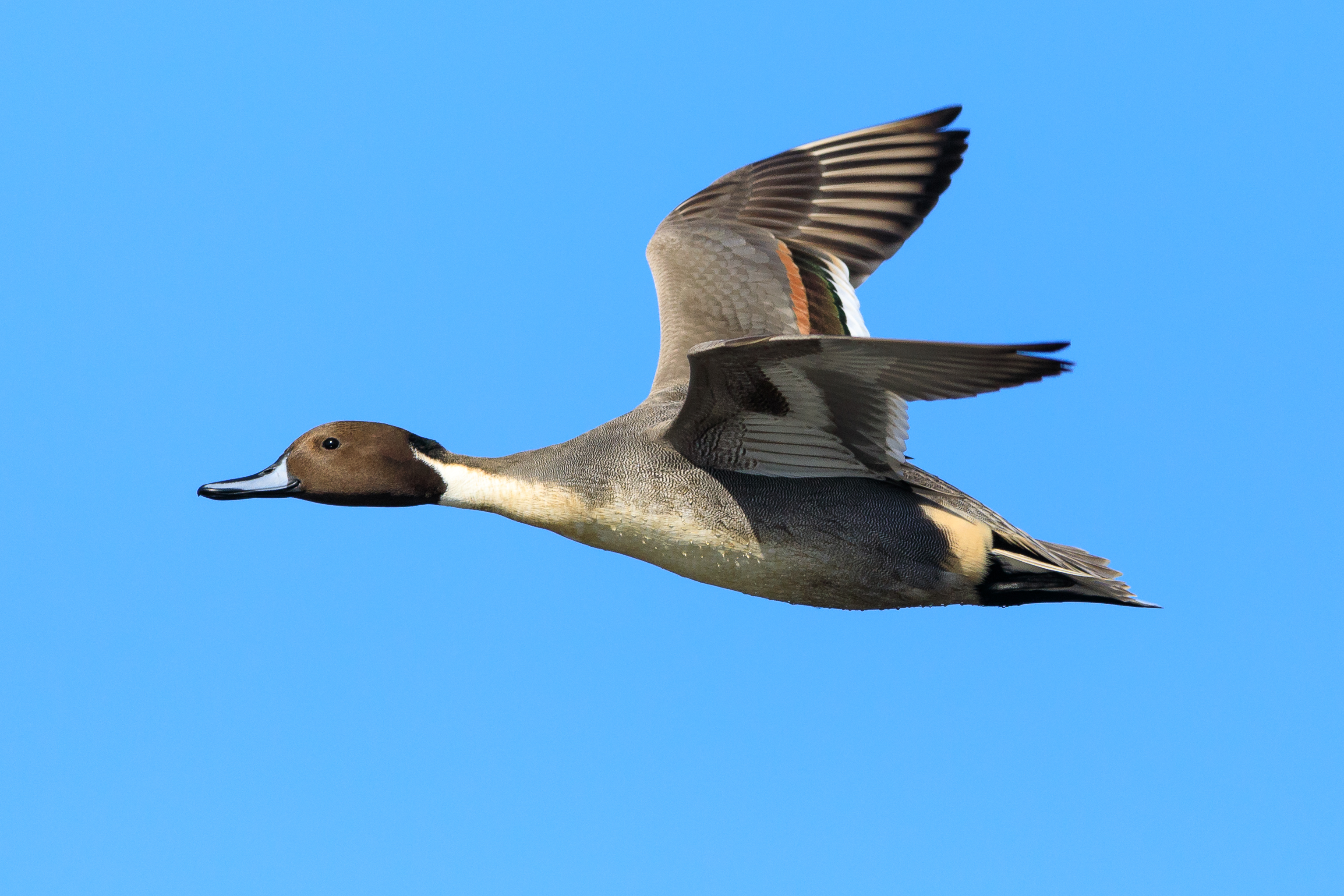
Canard pilet mâle en vol dans le Sacramento River National Wildlife Refuge (en), États-Unis.
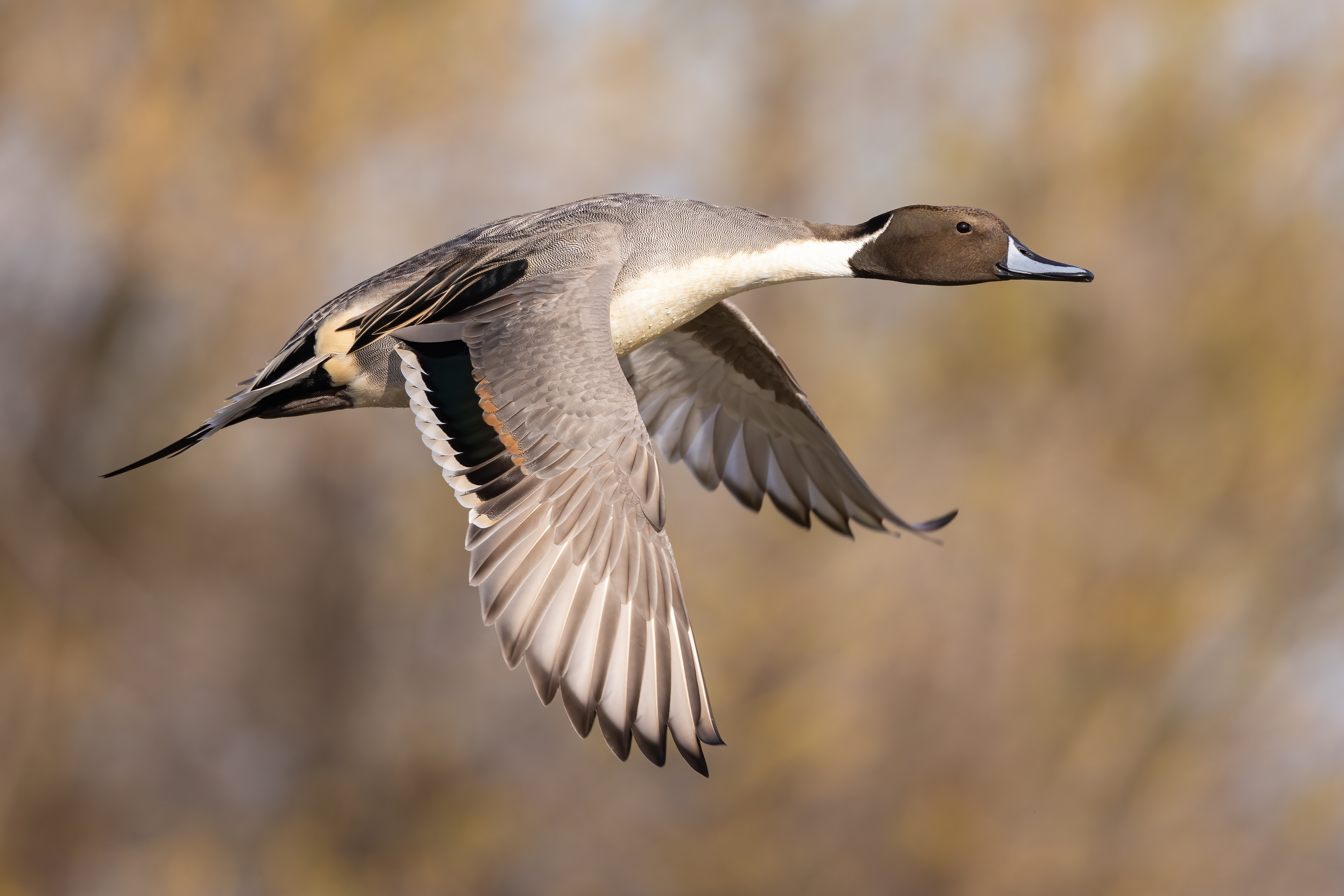
En vol dans le même parc. Décembre 2021.
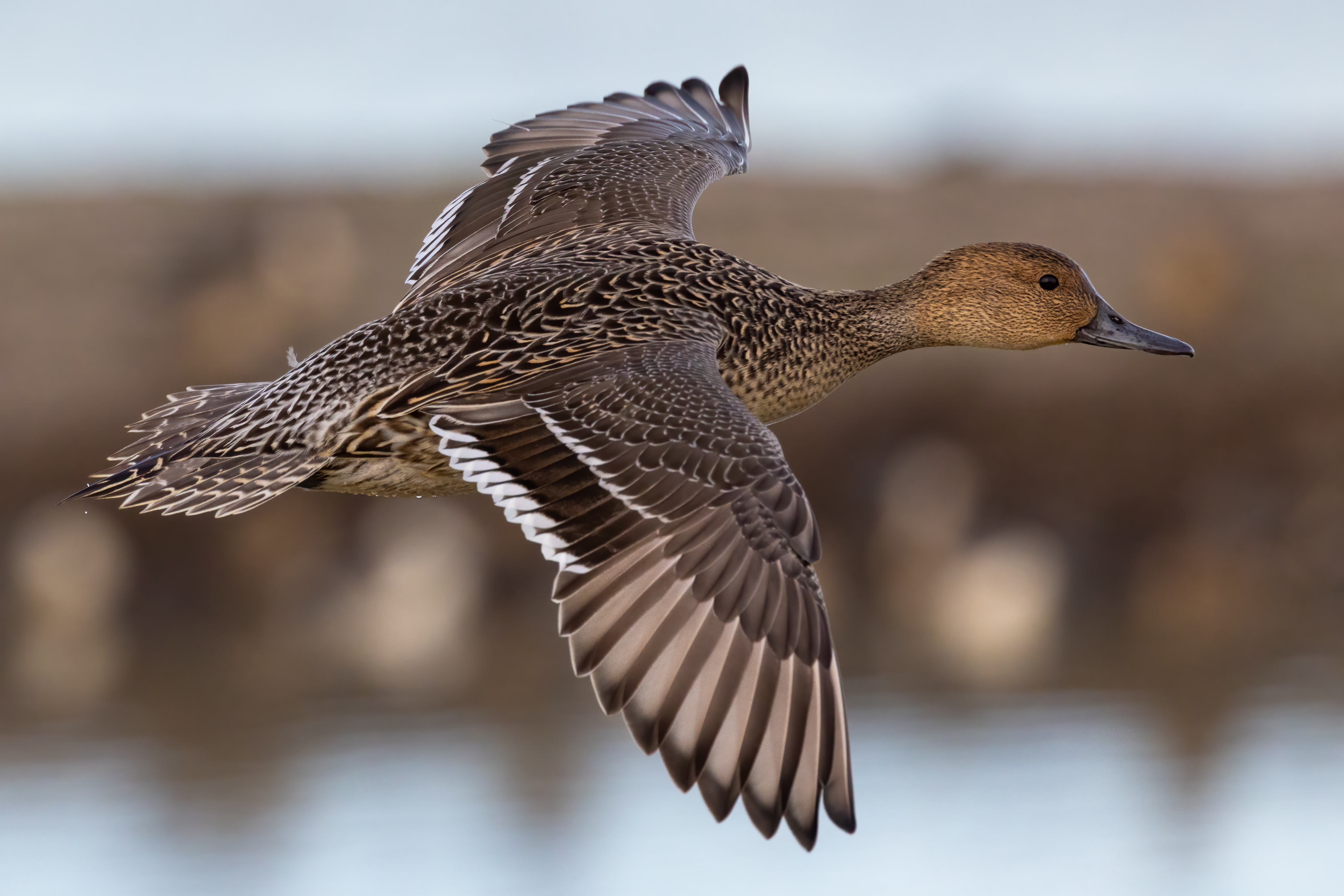
Canard pilet femelle en vol dans le même parc. Janvier 2022.

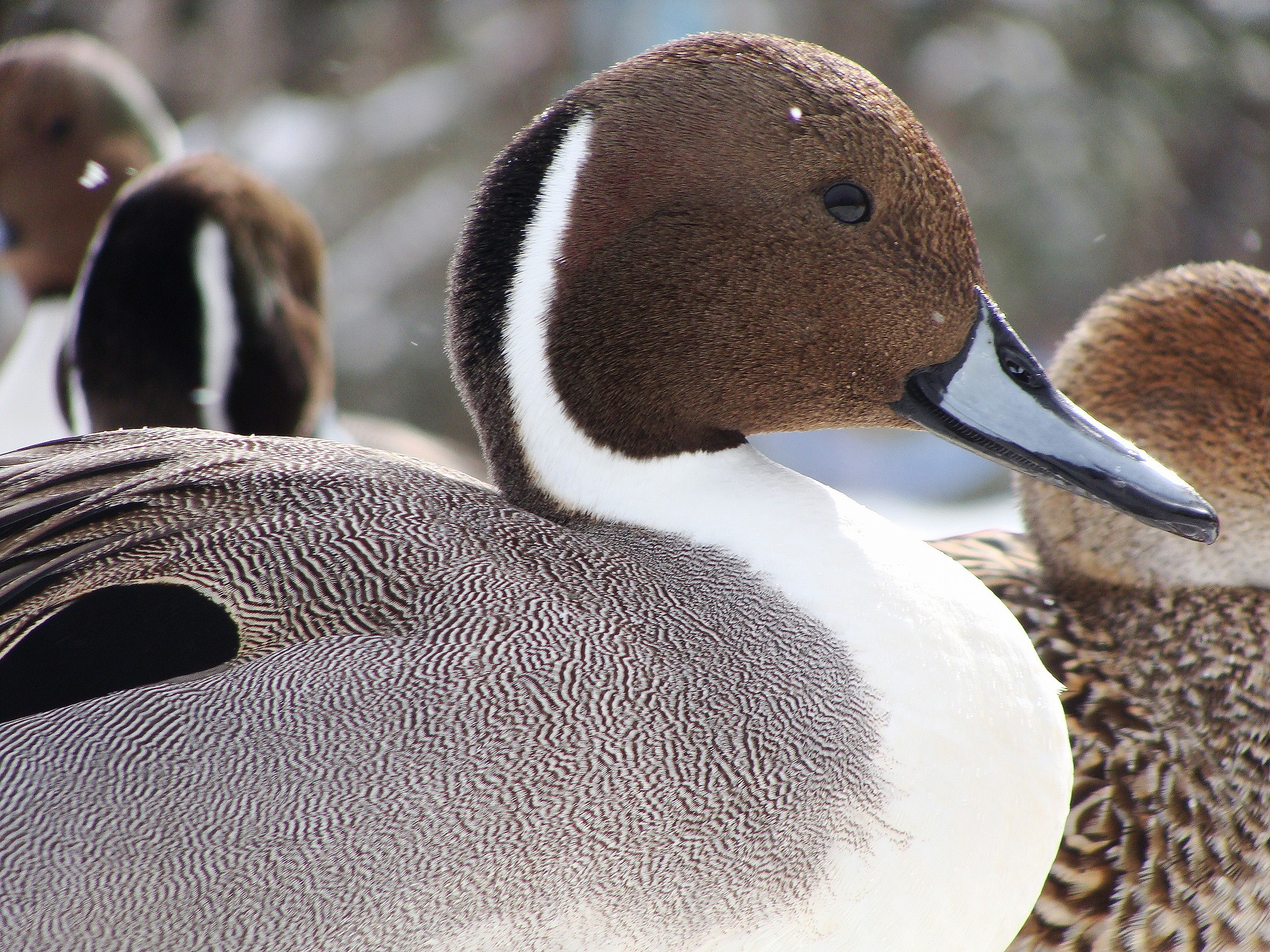
Mâle.
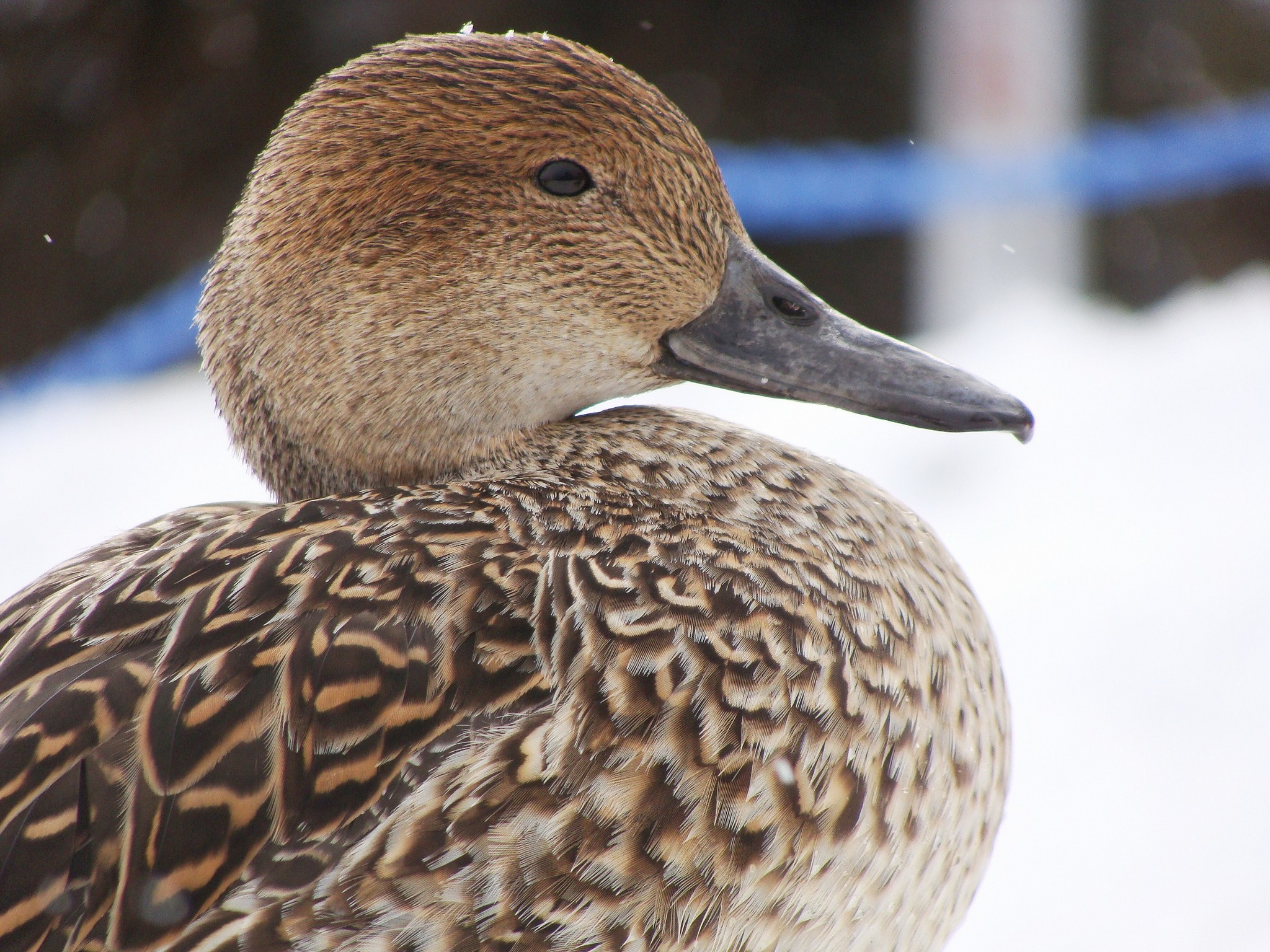
Femelle.
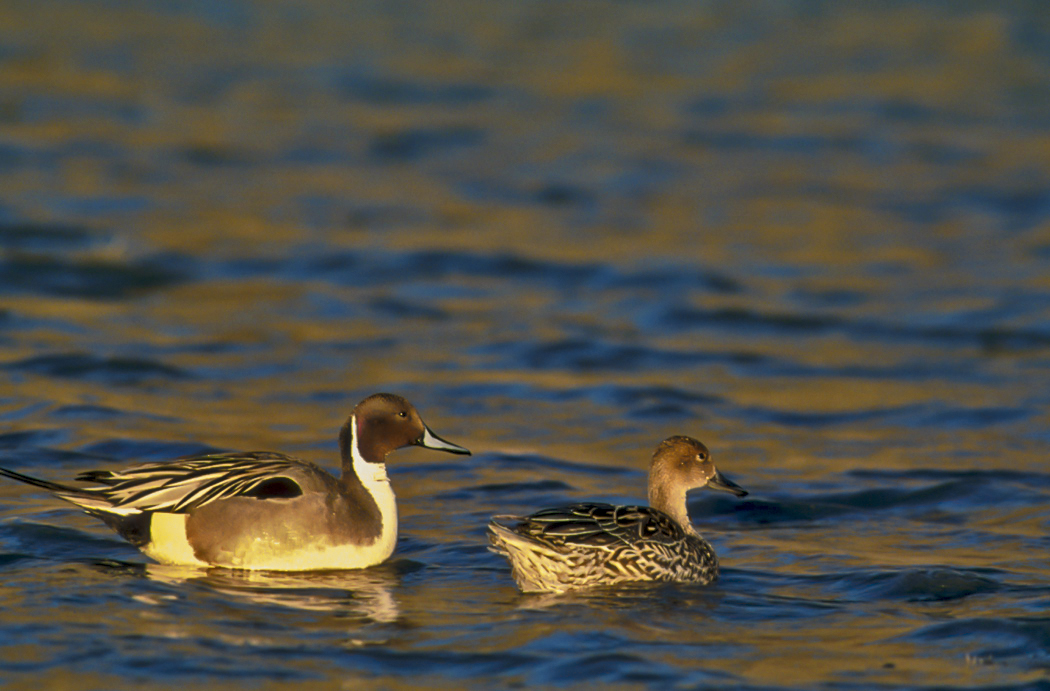
Un couple de canards pilets sur l'eau.
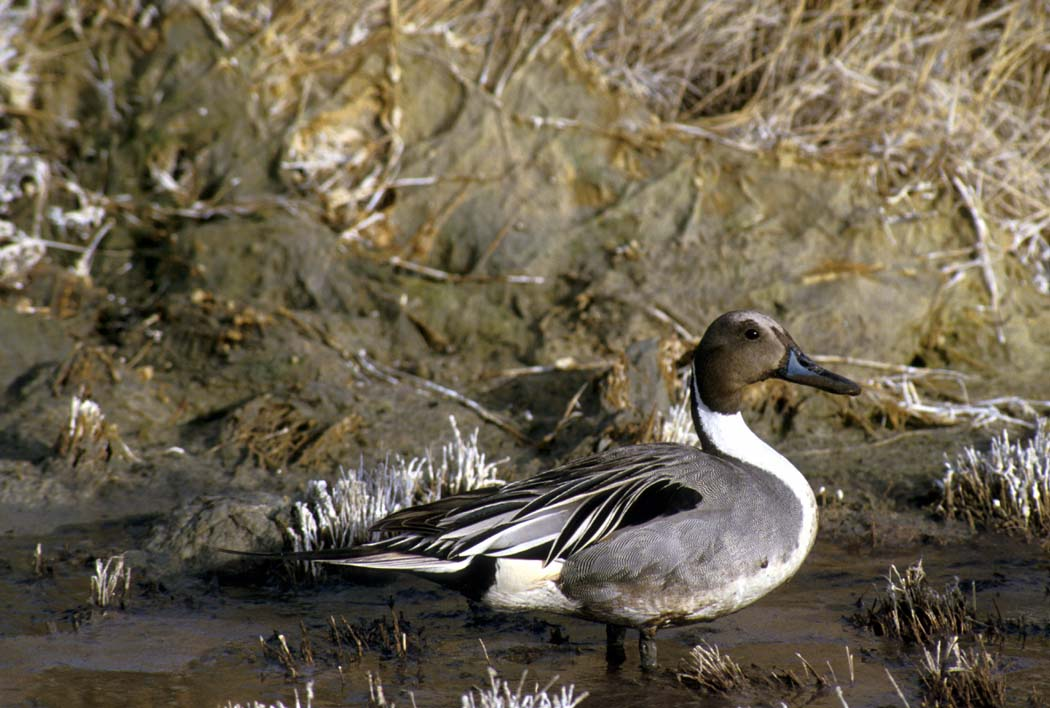
Un canard pilet sur le bord de l'eau.
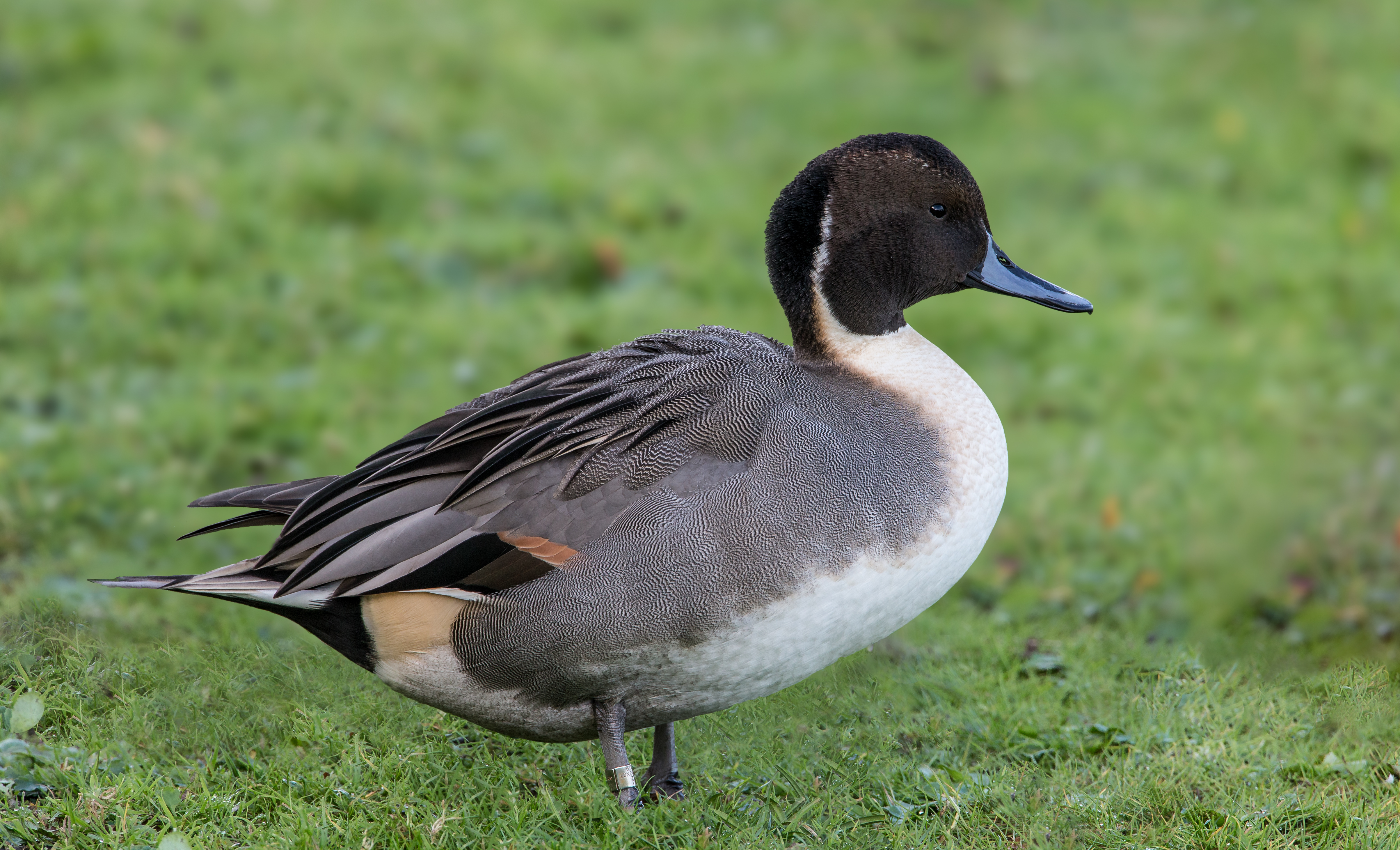
Un canard pilet sur l'herbe.
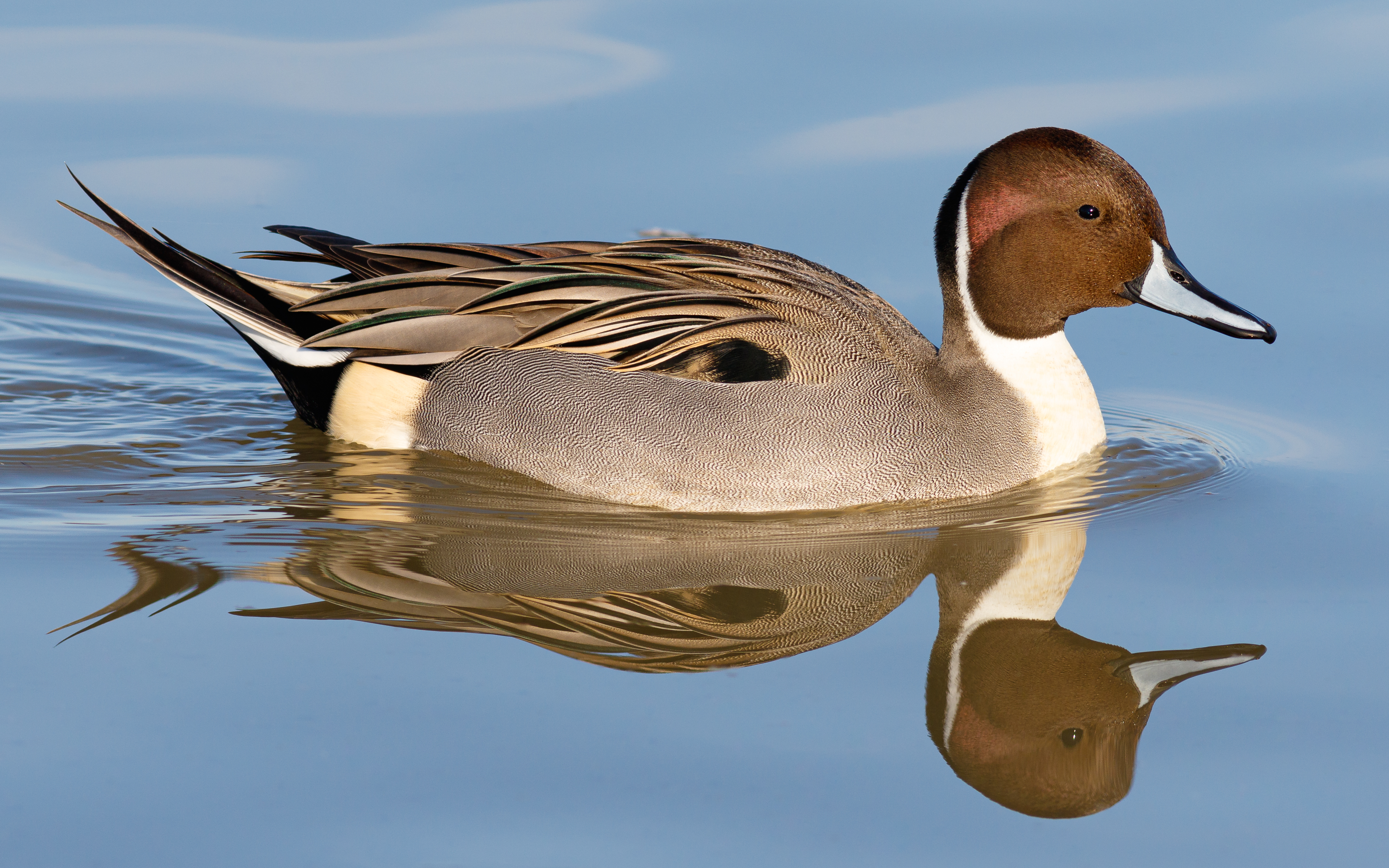
Un canard pilet mâle en Californie.
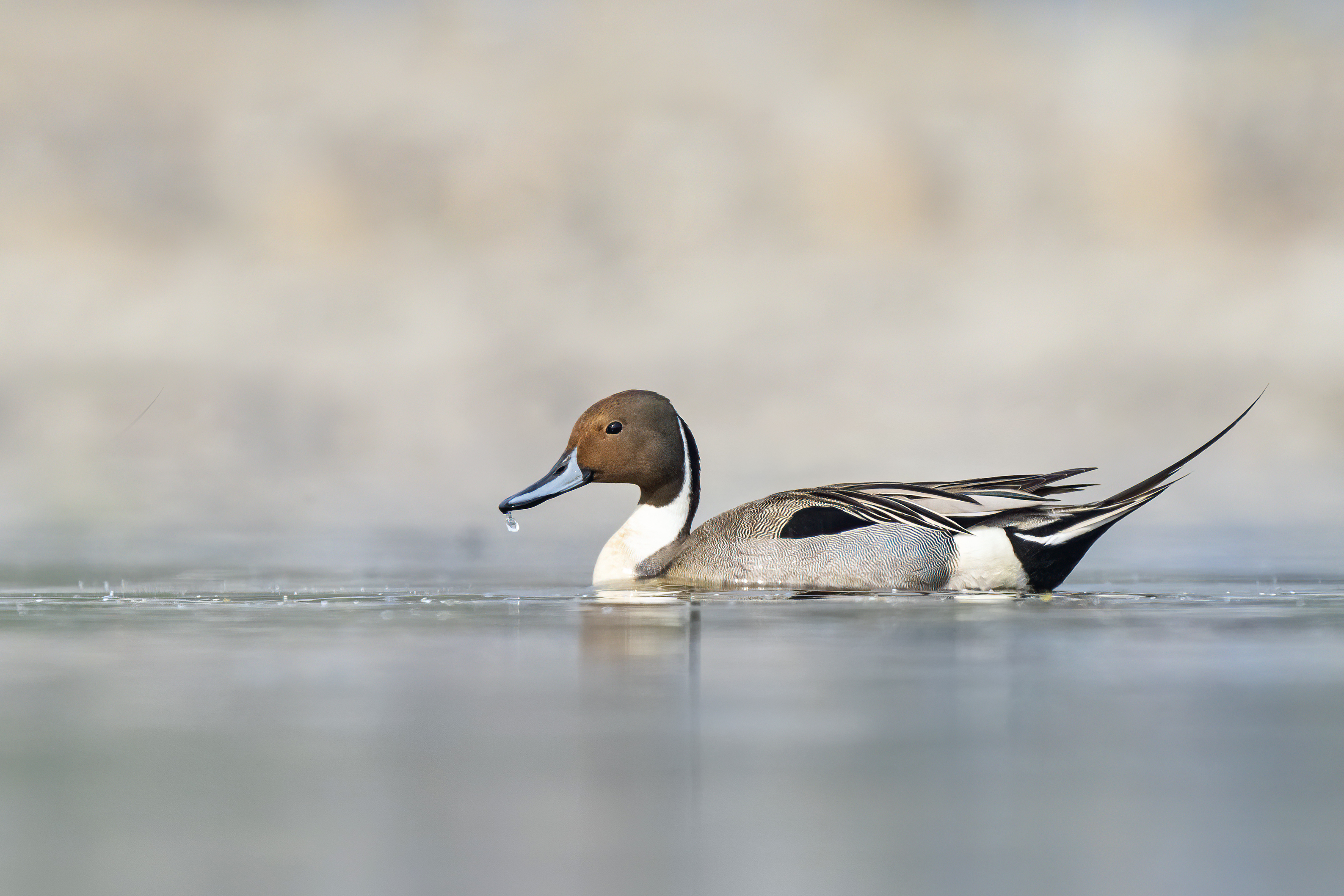
Un canard pilet sur le lac Taudaha (ne), dans la vallée de Katmandou (Népal).